# Freepsumer Meer

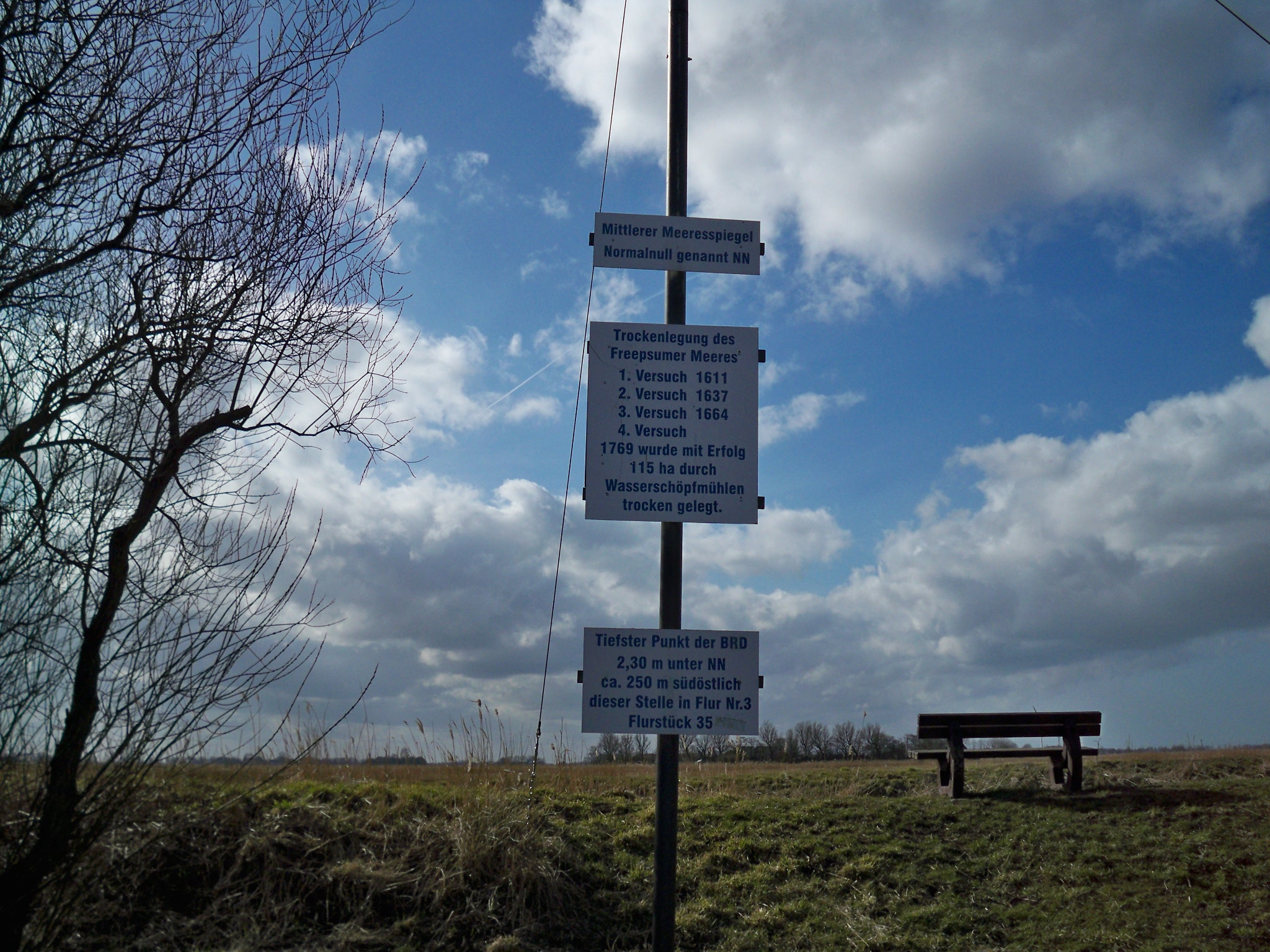
Hinweistafeln am Ende des Mittelwegs

Das Freepsumer Meer ist ein ehemaliger See nahe der Ortschaft Freepsum in der ostfriesischen Krummhörn nordwestlich der Seehafenstadt Emden. 
Heute bezeichnet der Begriff Freepsumer Meer eine landwirtschaftlich genutzte Fläche, die nach der Trockenlegung zu einem großen Teil immer noch unter Normalnull liegt. 1983 wurde der tiefste Punkt dieser Fläche mit  2,5 m unter NN als tiefster Punkt Deutschlands in das Guinnessbuch der Rekorde eingetragen. Seit 1988 gilt jedoch eine Stelle in der Gemeinde Neuendorf-Sachsenbande in der Wilstermarsch in Schleswig-Holstein mit 3,54 m unter NN als tieferliegend.

## Geschichte
Einst gehörte das Freepsumer Meer zum Besitz des nahegelegenen Klosters Sielmönken. Im Zuge der Säkularisation gelangte 1554 der Häuptling Hoyko Manninga zu Pewsum in den Besitz des Meeres. Das fischreiche Gewässer war offenkundig für die Küche der Manningaburg eine willkommene Nahrungsquelle. Dies belegt der damals im Volksmund gebräuchliche Name „Küchenmeer“. 1565 kam das Gewässer an das ostfriesische Grafenhaus.
In der Zeit zwischen 1611 und 1775 wurde viermal nach niederländischen Vorbildern versucht, das Freepsumer Meer mit Windmühlenkraft trockenzulegen. Erst die Interessenten der 1768 gegründeten Freepsumer Meer-Kompanie erreichten schließlich einen dauerhaften Erfolg. So konnte 1774 das trockengelegte Land verteilt und rund 100 Jahre später auch der Erbpachtkanon abgelöst werden. Zweihundert Jahre später – im Jahr 1974 – trat die Freepsumer Meer-Kompanie ihre Verpflichtungen an den I. Entwässerungsverband Emden – Sitz Pewsum – ab, 1985 auch die verbliebenen Grundstücke.